# CRISTA

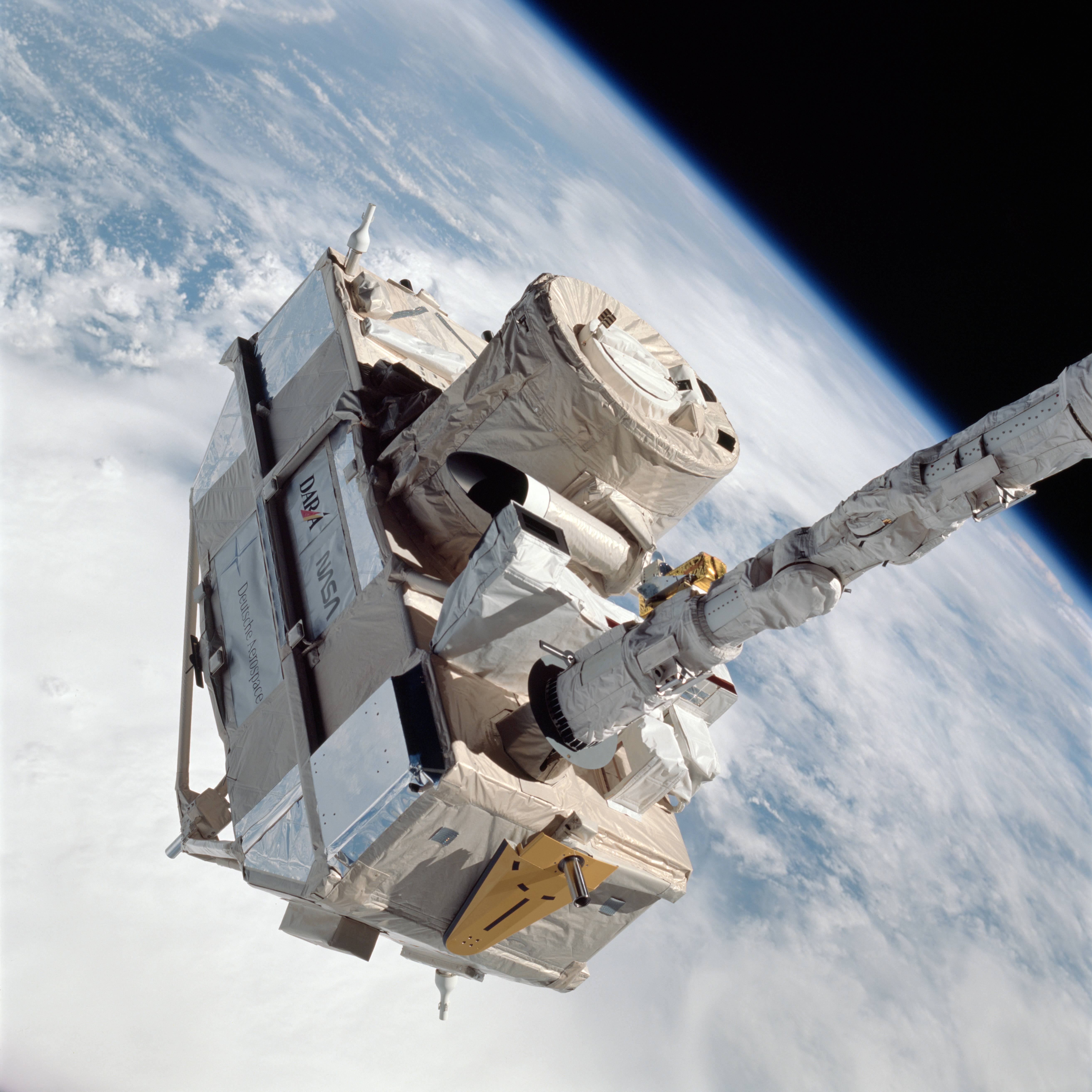
CRISTA-SPAS 1 wird von der Space-Shuttle Mission STS-66 ausgesetzt

CRISTA (CRyogenic Infrared Spectrometers and Telescopes for the Atmosphere) SPAS (Shuttle Pallet Satellite) war ein Satelliteninstrument der Bergischen Universität Wuppertal. Seine wichtigsten Aufgaben waren die Messung von Spurengasen und Temperaturen vom Erdboden bis in die obere Atmosphäre zum Zwecke der Grundlagenforschung. CRISTA wurde 1994 und 1997 vom Space Shuttle in die Erdumlaufbahn befördert und nach jeweils zwei Wochen Missionsdauer zur Erde zurückgebracht. Seit 2004 steht das Instrument im Deutschen Museum in München.

## Technik
CRISTA misst mit drei Teleskopen und vier Spektrometern die Infrarotstrahlung im Wellenlängenbereich von 4 bis 71 Mikrometern. Alle 60 Sekunden werden mittels Horizontsondierung Höhenprofile von 15 Spurengasen wie z. B. Ozon, Kohlendioxid und FCKWs sowie der Temperatur aufgenommen. Die Optik und die 26 Detektoren werden durch einen Kryostaten mit 725 Litern überkritischem und 55 Litern unterkühltem Helium auf Temperaturen bis zu 4 Kelvin herabgekühlt. Die gleichzeitige Verwendung von drei Teleskopen erlaubte die Vermessung der Erdatmosphäre mit einer hohen horizontalen Auflösung.

## Die erste Mission
CRISTA-SPAS-1 wurde am 3. November 1994 um 11:59:43 EST im Rahmen der STS-66 Mission mit dem Space Shuttle Atlantis vom Kennedy Space Center in Florida aus gestartet. Auf einer Umlaufbahn mit 57° Inklination wurde das auf dem Astro-SPAS Satelliten montierte Gerät in 300 km Höhe ausgesetzt und umkreiste danach in 100 km Abstand vom Space Shuttle die Erde. Am 12. November wurde Crista wieder vom Greifarm des Space Shuttles eingefangen und in der Ladebucht verstaut. Die Landung erfolgte am 14. November 1994 um 7:33:45 PST auf der Edwards Air Force Base in Kalifornien.

## Die zweite Mission
CRISTA-SPAS-2 wurde am 7. August 1997 um 10:41:00 EDT im Rahmen der STS-85 Crista-Spas Mission mit dem Space Shuttle Discovery ebenfalls vom Kennedy Space Center in Florida aus gestartet. Auch diesmal war das Instrument auf dem Astro-SPAS Satelliten montiert und umkreiste mit einer Bahninklination von 57° in 300 km Höhe die Erde. Allerdings konnte durch ständiges Drehen des Satelliten ein größerer Breitenbereich von 73°S bis 73°N vermessen werden. Die Messphase betrug exakt 8 Tage, 16 Stunden und 47 Minuten. Nach dem erfolgreichen Einfangen des Instruments landete die Discovery am 19. August 1997 um 7:07:59 EDT wieder in Florida.